# Польша на летних Олимпийских играх 2004
Польша принимала участие в Летних Олимпийских играх 2004 года в Афинах (Греция), и завоевала 10 медалей, из которых 3 золотые, 2 серебряные и 5 бронзовые. Сборную страны представляли 202 спортсмена (139 мужчин, 63 женщины).

## Медалисты
| Медаль  | Спортсмен                               | Вид спорта                  | Дисциплина                           |
| ------- | --------------------------------------- | --------------------------- | ------------------------------------ |
| Золото  | Отыля Енджейчак                         | Плавание                    | Женщины, 200 метров баттерфляем      |
| Золото  | Роберт Корженёвский                     | Лёгкая атлетика             | Мужчины, ходьба 50 км                |
| Золото  | Томаш Кукарский и Роберт Сыч            | Академическая гребля        | Мужчины, парные двойки, лёгкий вес   |
| Серебро | Отыля Енджейчак                         | Плавание                    | Женщины, 400 метров вольным стилем   |
| Серебро | Отыля Енджейчак                         | Плавание                    | Женщины, 100 метров баттерфляем      |
| Бронза  | Сильвия Грухала                         | Фехтование                  | Женщины, рапира                      |
| Бронза  | Матеуш Кушнеревич                       | Парусный спорт              | Мужчины, «Финн»                      |
| Бронза  | Агата Врубель                           | Тяжёлая атлетика            | Женщины, свыше 75 кг                 |
| Бронза  | Анна Роговская                          | Лёгкая атлетика             | Женщины, прыжки с шестом             |
| Бронза  | Анета Пастушка Беата Соколовская-Кулеша | Гребля на байдарках и каноэ | Женщины, байдарки парные, 500 метров |

## Результаты соревнований

### Академическая гребля
В следующий раунд из каждого заезда проходили несколько лучших экипажей (в зависимости от дисциплины). В финал A выходили 6 сильнейших экипажей, остальные разыгрывали места в утешительных финалах B-E.
Мужчины
| Соревнование  | Спортсмены                        | Предварительный заезд | Предварительный заезд | Предварительный заезд | Отборочный заезд | Отборочный заезд | Отборочный заезд | Полуфинал             | Полуфинал             | Полуфинал             | Финал                 | Финал                 | Итоговое место |
| Соревнование  | Спортсмены                        | Заезд                 | Время                 | Место                 | Заезд            | Время            | Место            | Заезд                 | Время                 | Место                 | Время                 | Место                 | Итоговое место |
| ------------- | --------------------------------- | --------------------- | --------------------- | --------------------- | ---------------- | ---------------- | ---------------- | --------------------- | --------------------- | --------------------- | --------------------- | --------------------- | -------------- |
| двойки парные | Михал Елиньский Адам Войцеховский | 2                     | 7:00,38               | 4                     | 1                | 6:17,51          | 4                | завершили выступление | завершили выступление | завершили выступление | завершили выступление | завершили выступление | 13             |

### Плавание
Спортсменов — 2
В следующий раунд на каждой дистанции проходили лучшие спортсмены по времени, независимо от места, занятого в своём заплыве.
Мужчины
| Спортсмен          | Соревнование        | Предварительные заплывы | Предварительные заплывы | Полуфиналы | Полуфиналы | Финал     | Финал     |
| Спортсмен          | Соревнование        | Результат               | Место                   | Результат  | Место      | Результат | Место     |
| ------------------ | ------------------- | ----------------------- | ----------------------- | ---------- | ---------- | --------- | --------- |
| Пржемислав Станчик | 400 м вольный стиль | 3:49,22                 | 9                       |            |            | Не прошёл | Не прошёл |
| Лукаш Држевиньский | 400 м вольный стиль | 3:50,97                 | 14                      |            |            | Не прошёл | Не прошёл |

### Лёгкая атлетика
Спортсменов — 2
Мужчины
| Дисциплина | Спортсмен          | Предварительный раунд | Предварительный раунд | Четвертьфиналы | Четвертьфиналы | Полуфиналы | Полуфиналы | Финал     | Финал     |
| Дисциплина | Спортсмен          | Результат             | Место                 | Результат      | Место          | Результат  | Место      | Результат | Место     |
| ---------- | ------------------ | --------------------- | --------------------- | -------------- | -------------- | ---------- | ---------- | --------- | --------- |
| 200 м      | Марцин Урбаш       | 20,71                 | 23                    | DNF            | DNF            | Не прошел  | Не прошел  | Не прошел | Не прошел |
| 200 м      | Марцин Жедрусински | 20,63                 | 17                    | 20,55          | 14             | 20,81      | 14         | Не прошел | Не прошел |